# Niña
För andra betydelser, se Nina (olika betydelser).
Niña (egentligen Santa Clara) var ett spanskt expeditionsfartyg som användes av Christofer Columbus under dennes första resa till Nya världen.

## Fartyget
"Niña" var ett (möjligen fyrmastat) segelfartyg av skeppstypen karavell byggt kring 1491 vid varvet Ribera de Moguer i Moguer i Huelvaprovinsen på uppdrag av Juan Niño. Skeppet var cirka 15 meter med en bredd på cirka 7 meter lång och hade ett tonnage på cirka 60 ton. Besättningen var på cirka 18 man. Från början döptes fartyget till "Santa Clara", smeknamnet "Niña" syftar troligen på ägaren.

## Amerikaexpeditionerna
Den 3 augusti 1492 lämnade expeditionen om 3 fartyg under befäl av Columbus hamnen i Palos de la Frontera i Huelva. Förutom "Niña" under befäl av kapten Vicente Yáñez Pinzón ingick även
- karacken Santa Maria och
- karavellen Pinta

i konvojen där "Santa Maria" var expeditionens flaggskepp och "Niña" det minsta fartyget.
Den 12 oktober 1492 nådde expeditionen slutligen Nya världen vid en av öarna i Bahamas. Under utforskningen av området sjönk "Santa Maria" den 25 december, expeditionen vände åter mot Spanien den 16 januari 1493 och anlände i Palos de la Frontera den 15 mars.
"Niña" deltog sedan även i Columbus andra Amerikaexpedition 24 september 1493 till 11 juni 1496 och den tredje expeditionen 30 maj 1498 till 25 november 1500.
1501 gjorde fartyget en resa till Isla de Cubagua i Venezuela, därefter finns ingen dokumentation om fartyget.

## Eftermäle

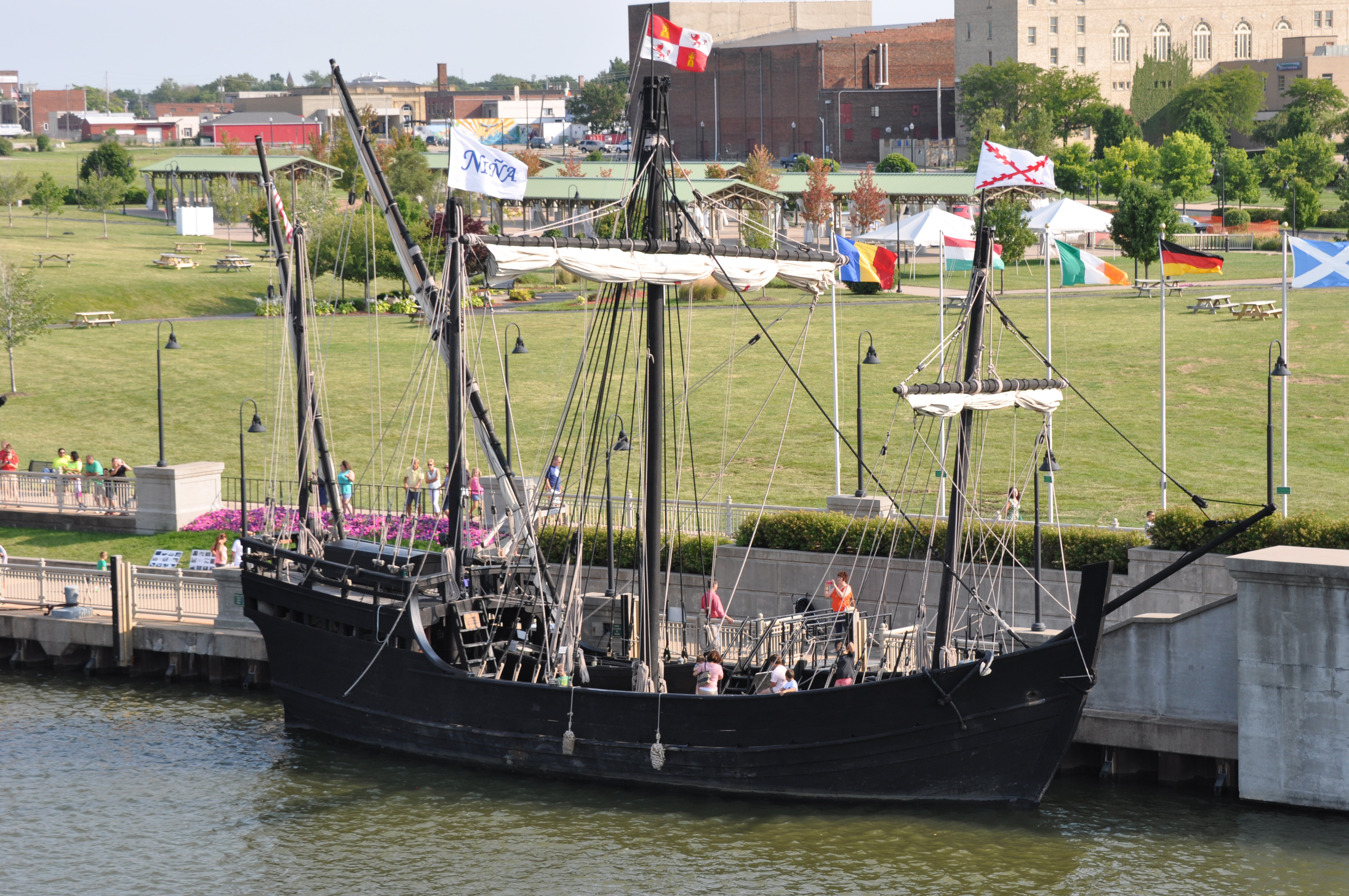
replika av "Niña"

Det finns flera replika av fartyget, bland annat i Puerto de Santa María, Spanien och Corpus Christi, Texas.